# 에르네스토 발베르데
에르네스토 발베르데 테헤도르(스페인어: Ernesto Valverde Tejedor, 1964년 2월 9일 ~ )는 스페인의 전 축구 선수이자 현 축구 감독이다. 현재 스페인 라리가의 아틀레틱 클루브의 감독이다.

## 선수 경력
14년의 프로 선수 생활 동안 바르셀로나와 아틀레틱 빌바오를 포함한 6개 팀에서 활약하였으며, 아틀레틱 빌바오에서 가장 오랜 기간 선수로 뛰었다.

## 수상

### 선수

#### 에스파뇰
- UEFA컵 준우승 : 1987-88

#### 바르셀로나
- 국왕컵 : 1989-90
- 유로피언 컵위너스컵 : 1988–89

### 감독

#### 에스파뇰
- UEFA컵 준우승 : 2006-07

#### 올림피아코스
- 그리스 슈퍼 리그 : 2008–09, 2010–11, 2011–12
- 그리스 풋볼 컵 : 2008–09, 2011–12

#### 아틀레틱 클루브
- 국왕컵 : 2023-24
- 수페르코파 데 에스파냐 : 2015

#### 바르셀로나
- 라리가 : 2017–18, 2018–19
- 국왕컵 : 2017–18
- 수페르코파 데 에스파냐 : 2018

### 개인
- 그리스 올해의 감독 : 2010–11, 2011–12
- 라리가 이 달의 감독 8회